# Tanaka Marcus Tulio
Marcus Tulio Tanaka (田中 マルクス 闘莉王 Tanaka Marukusu Tūrio, tên khai sinh Marcus Túlio Lyuji Murzani Tanaka) (sinh ngày 24 tháng 4 năm 1981) là một cầu thủ bóng đá người Nhật Bản.

## Đội tuyển bóng đá quốc gia Nhật Bản
Tanaka Marcus Tulio thi đấu cho đội tuyển bóng đá quốc gia Nhật Bản từ năm 2006 đến 2010.

## Thống kê sự nghiệp
| Đội tuyển bóng đá Nhật Bản | Đội tuyển bóng đá Nhật Bản | Đội tuyển bóng đá Nhật Bản |
| Năm                        | Trận                       | Bàn                        |
| -------------------------- | -------------------------- | -------------------------- |
| 2006                       | 5                          | 1                          |
| 2007                       | 4                          | 1                          |
| 2008                       | 10                         | 2                          |
| 2009                       | 13                         | 2                          |
| 2010                       | 11                         | 2                          |
| Tổng cộng                  | 43                         | 8                          |

| # | Ngày                 | Địa điểm                                     | Đối thủ     | Bàn thắng | Kết quả | Giải đấu                            |
| - | -------------------- | -------------------------------------------- | ----------- | --------- | ------- | ----------------------------------- |
| 1 | 15 tháng 11 năm 2006 | Sapporo Dome, Sapporo, Nhật Bản              | Ả Rập Xê Út | 1–0       | 3–1     | Vòng loại Asian Cup 2007            |
| 2 | 22 tháng 8 năm 2007  | Kyushu Sekiyu Dome, Ōita, Nhật Bản           | Cameroon    | 1–0       | 2–0     | Giao hữu (Kirin Challenge Cup 2007) |
| 3 | 14 tháng 6 năm 2008  | Sân vận động Rajamangala, Băng Cốc, Thái Lan | Thái Lan    | 1–0       | 3–0     | Vòng loại World Cup 2010            |
| 4 | 19 tháng 11 năm 2008 | Sân vận động Jassim bin Hamad, Doha, Qatar   | Qatar       | 3–0       | 3–0     | Vòng loại World Cup 2010            |
| 5 | 17 tháng 6 năm 2009  | Melbourne Cricket Ground, Melbourne, Úc      | Úc          | 1–0       | 1–2     | Vòng loại World Cup 2010            |
| 6 | 8 tháng 10 năm 2009  | Sân vận động Outsourcing, Shizuoka, Nhật Bản | Hồng Kông   | 4–0       | 6–0     | Vòng loại Asian Cup 2011            |
| 7 | 11 tháng 2 năm 2010  | Sân vận động Quốc gia, Tokyo, Nhật Bản       | Hồng Kông   | 2–0       | 3–0     | Giải vô địch bóng đá Đông Á 2010    |
| 8 | 30 tháng 5 năm 2010  | UPC-Arena, Graz, Áo                          | Anh         | 1–0       | 1–2     | Giao hữu                            |